# João Daniel Santos
João Daniel Santos (Póvoa de Varzim, Portugal, 28 de junio de 2002) es un futbolista portugués que juega como centrocampista en el Sevilla Atlético de la Segunda RFEF.

## Carrera Deportiva

### Clubes
Formado en las canteras de Varzim SC y Rio Ave FC, llegó a la cantera Sporting CP en la temporada 2015-16. Ascendió al Sporting de Lisboa "B" en la temporada 2019-20.
En el mercado invernal de la temporada 2022-23 pasó a formar parte del Sevilla Atlético con el que firmó hasta 2025.

### Selección
Debutó en 2017 con la selección portuguesa Sub-16. También ha formado parte de la selección Sub-17 con la que jugó la Eurocopa de 2019 y la Sub-20.

## Estadísticas
Actualizado al último partido disputado el 5 de mayo de 2024.
| Club                                                                        | Div.           | Temporada     | Liga  | Liga  | Liga   | Copas | Copas | Copas  | Torneos internacionales(1) | Torneos internacionales(1) | Torneos internacionales(1) | Total | Total | Total  |
| Club                                                                        | Div.           | Temporada     | Part. | Goles | Asist. | Part. | Goles | Asist. | Part.                      | Goles                      | Asist.                     | Part. | Goles | Asist. |
| --------------------------------------------------------------------------- | -------------- | ------------- | ----- | ----- | ------ | ----- | ----- | ------ | -------------------------- | -------------------------- | -------------------------- | ----- | ----- | ------ |
| Sporting de Lisboa "B" Portugal                                             | Liga Revelação | 2019-20       | 4     | 0     | 0      | ―     | ―     | ―      | ―                          | ―                          | ―                          | 4     | 0     | 0      |
| Sporting de Lisboa "B" Portugal                                             | Liga Revelação | 2020-21       | 17    | 0     | 0      | ―     | ―     | ―      | ―                          | ―                          | ―                          | 17    | 0     | 0      |
| Sporting de Lisboa "B" Portugal                                             | Liga Revelação | 2021-22       | 19    | 2     | 0      | ―     | ―     | ―      | 3                          | 0                          | 0                          | 22    | 2     | 0      |
| Sporting de Lisboa "B" Portugal                                             | Liga Revelação | 2022-23       | 8     | 0     | 1      | ―     | ―     | ―      | 0                          | 0                          | 0                          | 8     | 0     | 1      |
| Sporting de Lisboa "B" Portugal                                             | Total club     | Total club    | 48    | 2     | 1      | 0     | 0     | 0      | 3                          | 0                          | 0                          | 51    | 2     | 1      |
| Sevilla Atlético · España                                                   | 2.ª RFEF       | 2022-23       | 6     | 0     | 0      | ―     | ―     | ―      | ―                          | ―                          | ―                          | 6     | 0     | 0      |
| Sevilla Atlético · España                                                   | 2.ª RFEF       | 2023-24       | 19    | 0     | 0      | ―     | ―     | ―      | ―                          | ―                          | ―                          | 19    | 0     | 0      |
| Sevilla Atlético · España                                                   | Total club     | Total club    | 25    | 0     | 0      | 0     | 0     | 0      | 0                          | 0                          | 0                          | 25    | 0     | 0      |
| Total carrera                                                               | Total carrera  | Total carrera | 73    | 2     | 1      | 0     | 0     | 0      | 3                          | 0                          | 0                          | 76    | 2     | 1      |
| (1)Incluidos los datos de la Liga Juvenil de la UEFA (2021-22) Y (2022-23). |                |               |       |       |        |       |       |        |                            |                            |                            |       |       |        |

## Palmarés
| Título             | Club (*)         | País   | Año     |
| ------------------ | ---------------- | ------ | ------- |
| Segunda Federación | Sevilla Atlético | España | 2023-24 |